# Merosargus lateromaculatus
Merosargus lateromaculatus är en tvåvingeart som beskrevs av James 1971. Merosargus lateromaculatus ingår i släktet Merosargus och familjen vapenflugor. Inga underarter finns listade i Catalogue of Life.